# アブバカリ・ヤクブ
アブバカリ・ヤクブ（Abubakari Yakubu, 1981年12月13日 - 2017年10月31日）はガーナ出身のサッカー選手。ポジションはミッドフィールダー。
元々はフォワードの選手であったが、ミッドフィルダー、ディフェンダーとコンバートされる。それゆえセンターフォワード、ボランチもこなす器用な選手。ガポアからアヤックス・ユースに引き抜かれ、2004年にフィテッセにレンタル移籍、2005年に完全移籍。
安定感に欠けるが、調子のいいときは最強のディフェンダーとして攻撃の芽を摘む。

## 所属チーム
- ガポア -1999
- アヤックス・アムステルダム 1999-2004
- フィテッセ 2004-